# Sauzé-entre-Bois
Sauzé-entre-Bois község Franciaország Új-Aquitania régiójában, Deux-Sèvres megyében. Új községként 2025. január 1-jén jött létre öt korábbi község: Caunay, Montalembert, Pers, Pliboux és Sauzé-Vaussais egyesítésével. Lakosainak száma 2259 fő (2022. január 1.).

## Népesség
| 2021 | 2 262 |
| 2022 | 2 259 |